# Délice Paloma
Pour plus de détails, voir Fiche technique et Distribution.
Délice Paloma est un film franco-algérien de Nadir Moknèche sorti en 2007 avec Biyouna.

## Synopsis
Le film conte l'histoire de Madame Aldjéria, sa vie passée, son apogée, son rêve et sa chute en tant que reine de petit trafic, mafieuse avec en toile de fond Alger et l'Algérie de l'indépendance à aujourd'hui.

## Fiche technique
- Réalisateur : Nadir Moknèche
- Scénario : Nadir Moknèche
- Photographie : Claude Larrieu
- Musique : Pierre Bastaroli
- Son : François Waledisch
- Montage : Ludo Troch et Benoît Hillebrant
- Décors : Johann George et Sabine Delouvrier
- Costumes : Paule Mangenot
- Date de sortie : 11 juillet 2007
- Genre : Comédie dramatique

## Distribution
- Biyouna : Zineb Agha/Madame Aldjéria
- Aylin Prandi : Rachida/Paloma
- Nadia Kaci : Zouïna/Shéhérazade
- Daniel Lundh : Riyad
- Fadila Ouabdesselam : Mina
- Hafsa Koudil : Madame Bellil
- Ahmed Benaïssa : Monsieur Bellil
- Nawel Zmit : Baya
- Lu Xiuliang : Mister Zhang
- Karim Moussaoui : le mari de Shéhérazade
- Lyes Salem : Maître Djaffar
- Abbes Zahmani : Monsieur Benbaba
- Attica Guedj : Madame Benbaba
- Nageur: Hamza Doudou

## Musique originale
- Pierre Bastaroli